# 小木津駅

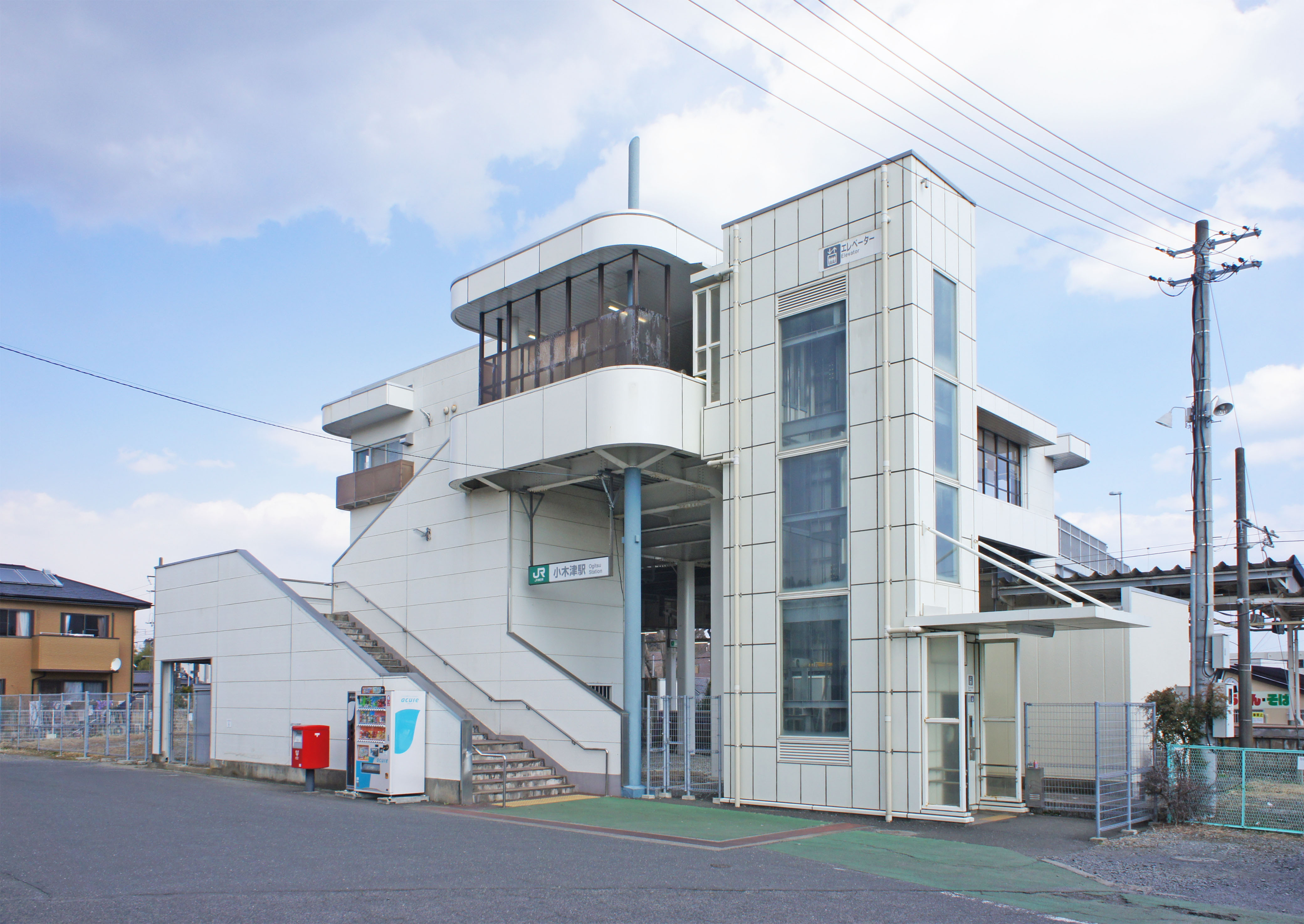
西口（2022年2月）

小木津駅（おぎつえき）は、茨城県日立市日高町（ひたかちょう）一丁目にある、東日本旅客鉄道（JR東日本）常磐線の駅である。
当駅は日立市の北部に位置し、小木津地区、日高地区、小木津山自然公園の最寄駅である。

## 歴史
- 1909年（明治42年）12月16日：運転業務取り扱い開始[2]。
- 1910年（明治43年）3月18日：鉄道院の駅として営業開始[5]。
- 1949年（昭和24年）6月1日：日本国有鉄道が発足。
- 1961年（昭和36年）2月1日：貨物扱い廃止[2]。
- 1982年（昭和57年）：旧駅舎取り壊し、橋上駅舎完成。
- 1987年（昭和62年）4月1日：国鉄分割民営化により、JR東日本の駅となる[2]。
- 2005年（平成17年）11月1日：発車メロディを変更。
- 2008年（平成20年）3月15日：東京近郊区間の拡大に伴い、ICカード「Suica」の利用が可能となる[6]。
- 2009年（平成21年）3月1日：東西自由通路のバリアフリー設備（エレベーター）が供用開始[7]。
- 2018年（平成30年）9月30日：みどりの窓口の営業を終了[8]。

## 駅構造
島式ホーム1面2線を有する地上駅で橋上駅舎を備えており、改札外は自由通路として機能している。また、バリアフリーの観点からホームと改札階および改札階と駅外の地上（東口側・西口側とも）を結ぶエレベーターが設置されている。
日立駅が管理し、JR東日本ステーションサービスが駅業務を受託する業務委託駅であり、指定席券売機、簡易Suica改札機が設置されている。

### のりば
| 番線 | 路線             | 方向 | 行先                             |
| ---- | ---------------- | ---- | -------------------------------- |
| 1    | ■ 常磐線         | 下り | いわき・仙台方面                 |
| 2    | ■ 常磐線         | 上り | 水戸・土浦・上野・東京・品川方面 |
| 2    | ■ 上野東京ライン | 上り | 水戸・土浦・上野・東京・品川方面 |

（出典：JR東日本:駅構内図）

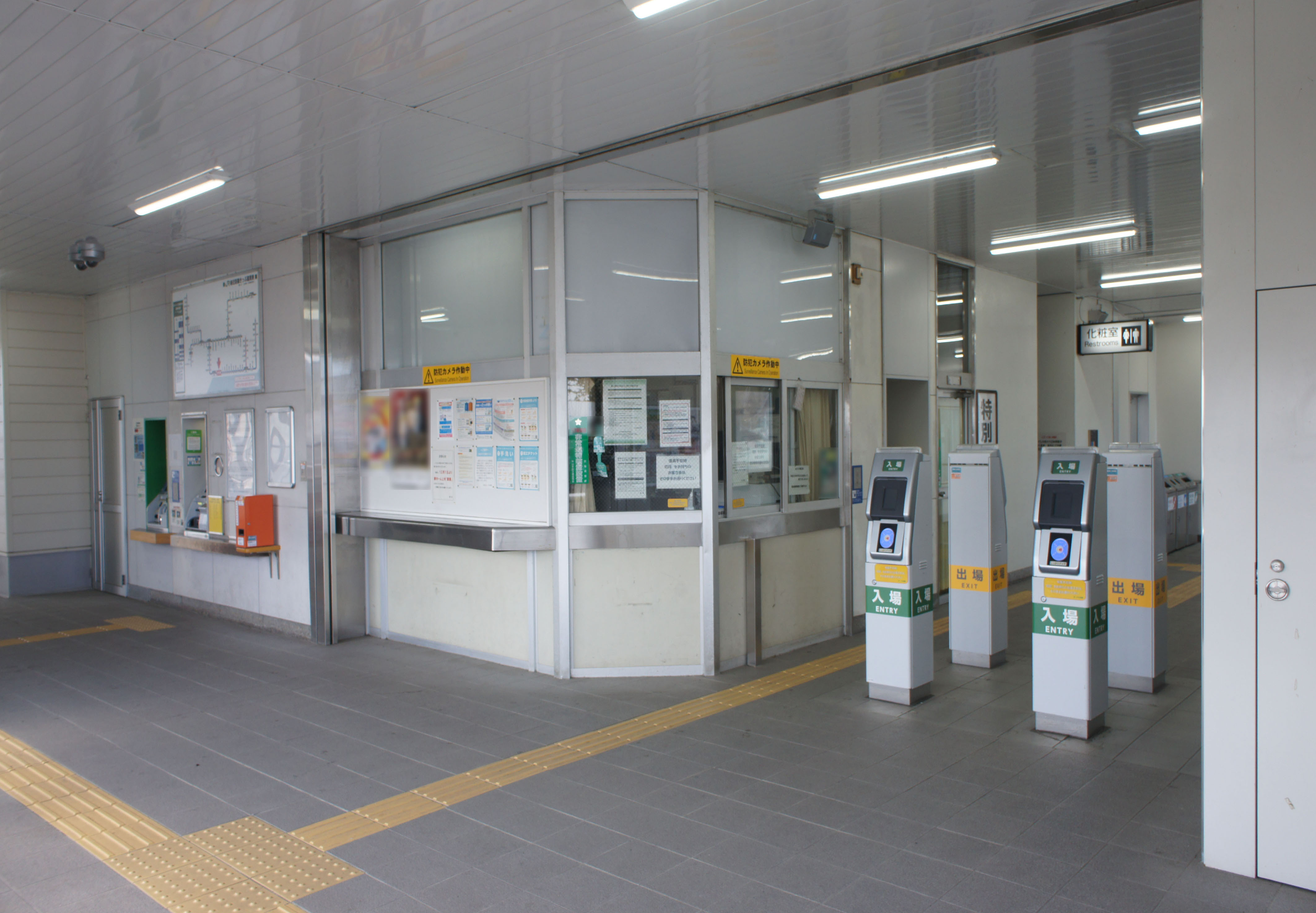
改札口（2022年2月）
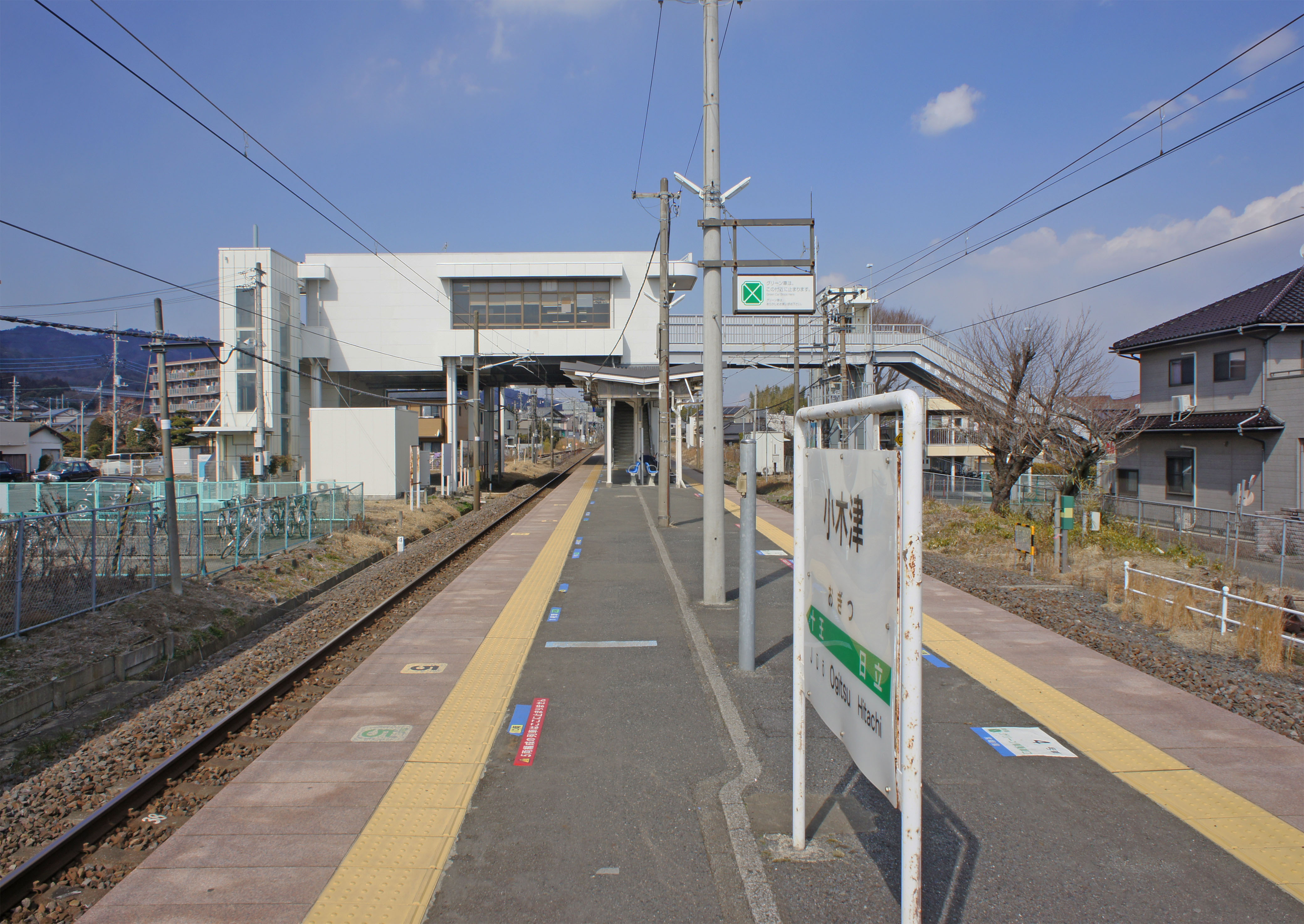
ホーム（2022年2月）

### 発車メロディ
2005年（平成17年）11月から発車メロディに地元出身の作曲家・吉田正の楽曲を使用している。
- 上り：いつでも夢を（吉永小百合・橋幸夫 ほか）
- 下り：明日は咲こう花咲こう（吉永小百合・三田明）

## 利用状況
JR東日本によると、2023年度（令和5年度）の1日平均乗車人員は2,000人である。
2000年度（平成12年度）以降の推移は以下のとおりである。
| 乗車人員推移       | 乗車人員推移     | 乗車人員推移    |
| 年度               | 1日平均 乗車人員 | 出典            |
| ------------------ | ---------------- | --------------- |
| 2000年（平成12年） | 3,169            | [ 利用客数 2 ]  |
| 2001年（平成13年） | 3,059            | [ 利用客数 3 ]  |
| 2002年（平成14年） | 2,942            | [ 利用客数 4 ]  |
| 2003年（平成15年） | 2,784            | [ 利用客数 5 ]  |
| 2004年（平成16年） | 2,750            | [ 利用客数 6 ]  |
| 2005年（平成17年） | 2,766            | [ 利用客数 7 ]  |
| 2006年（平成18年） | 2,855            | [ 利用客数 8 ]  |
| 2007年（平成19年） | 2,855            | [ 利用客数 9 ]  |
| 2008年（平成20年） | 2,864            | [ 利用客数 10 ] |
| 2009年（平成21年） | 2,837            | [ 利用客数 11 ] |
| 2010年（平成22年） | 2,798            | [ 利用客数 12 ] |
| 2011年（平成23年） | 2,657            | [ 利用客数 13 ] |
| 2012年（平成24年） | 2,695            | [ 利用客数 14 ] |
| 2013年（平成25年） | 2,698            | [ 利用客数 15 ] |
| 2014年（平成26年） | 2,650            | [ 利用客数 16 ] |
| 2015年（平成27年） | 2,803            | [ 利用客数 17 ] |
| 2016年（平成28年） | 2,768            | [ 利用客数 18 ] |
| 2017年（平成29年） | 2,691            | [ 利用客数 19 ] |
| 2018年（平成30年） | 2,610            | [ 利用客数 20 ] |
| 2019年（令和元年） | 2,504            | [ 利用客数 21 ] |
| 2020年（令和02年） | 2,035            | [ 利用客数 22 ] |
| 2021年（令和03年） | 1,934            | [ 利用客数 23 ] |
| 2022年（令和04年） | 1,928            | [ 利用客数 24 ] |
| 2023年（令和05年） | 2,000            | [ 利用客数 1 ]  |

## 駅周辺
- 日立金属日高工場
- 日立市役所日高支所
- 小木津山自然公園
- 永井ひたちの森病院
- 田尻ヶ丘病院
- 栗山整形外科
- 常陽銀行日高支店
- カスミFOODOFFストッカー田尻店
- GiGO日立店
- 日立市立日高小学校
- 日立市立日高中学校
- 日立市立田尻小学校
- 日立市立滑川中学校
- 日高郵便局
- 木村書店
- 常磐自動車道・日立北IC
- 旭タクシー営業所
- MEGAドン・キホーテ日立店

## バス路線・タクシー
小木津駅発着の路線バスは茨城交通が運行。

### 西口発着
ただし、少し離れる「小木津駅入口」停留所より発着する。
- 日立駅行き
- 川尻海岸行き
- 十王駅行き

### 東口発着
- 日立駅行き

### タクシー会社
- 日立電鉄交通サービス
- （有）旭タクシー

## 隣の駅
東日本旅客鉄道（JR東日本）
■常磐線
日立駅 - 小木津駅 - 十王駅

### 記事本文